# Defiance (1588)
Defiance (1588), или Disdain — 8-пушечный пинас Королевского флота Англии, первый английский корабль, названный Defiance. Участвовал в сражениях с Армадой. Поскольку корабль принадлежит к XVI веку, и неизвестно, был ли он официально в списках Королевского флота, или был из частных кораблей, приставку HMS в его названии не употребляют.
Известно только, что это был личный пинас лорд-адмирала и что 31 июля 1588 года при Плимуте Defiance первым сделал выстрел по испанцам, таким образом послав «вызов адмирала» Чарльза Ховарда. Эпизод был позже запечатлен в популярной серии гравюр «колода Армады». Судя по изображению (не вполне достоверному), Defiance имел парусное вооружение корабля, с прямым крюйс-марселем и латинской бизанью. Один автор называет его 80-тонным барком.
Корабли водоизмещением менее 100 тонн в списки не включались и вероятно, Defiance был среди них.
Дальнейшая его судьба неизвестна.